# Меркателло-суль-Метауро
Меркателло-суль-Метауро (итал. Mercatello sul Metauro) — коммуна в Италии, располагается в регионе Марке, в провинции Пезаро-э-Урбино.
Население составляет 1505 человек (2008 г.), плотность населения составляет 22 чел./км². Занимает площадь 69 км². Почтовый индекс — 61040. Телефонный код — 0722.
Покровительницей коммуны почитается святая Вероника, празднование 9 июля.

## Демография
Динамика населения:

## Известные уроженцы и жители
- Вероника Джулиани

## Администрация коммуны
- Официальный сайт: http://www.comune.mercatellosulmetauro.pu.it